# Giuseppe Ambrosoli
Giuseppe Ambrosoli (Ronago, 25 juillet 1923 - Lira, Ouganda, 27 mars 1987), est un prêtre catholique et médecin italien. Missionnaire en Ouganda, il assista la population comme chirurgien et gynécologue pendant plus de 30 ans. Réputé comme médecin des corps et des âmes, il fit preuve d'un dévouement radical jusqu'à sa mort. Il mourut epuisé et malade lors de la seconde guerre civile de l'Ouganda. Il est vénéré comme bienheureux par l'Église catholique et fêté le 27 mars.

## Biographie

### Jeunesse
Il naît dans le diocèse de Côme dans une famille aisée propriétaire d'une compagnie spécialisée dans le miel. Après des études au lycée de Côme, il étudie chez les piaristes de Gênes, puis retourne passer son baccalauréat classique au lycée de Côme en 1942. Il fait partie d'une groupe de jeunes de l'Action catholique appelé le Cénacle et animé par le franciscain Silvio Riva. Il s'inscrit ensuite à la faculté de médecine et de chirurgie de Milan, mais il doit interrompre ses études à cause de la Seconde Guerre mondiale. 
Après le 8 septembre 1943, il prend le risque d'aider des juifs à se réfugier en Suisse (dont la frontière est proche de sa maison familiale), ainsi que des anciens soldats ou des déserteurs de la RSI qui sans son aide se seraient retrouvés en camp de concentration. Ensuite craignant pour sa propre sécurité, il se réfugie lui aussi en Suisse. Mais ses parents lui font savoir qu'ils risquent des représailles de la part de la république de Salò et il rentre chez lui en mars 1944. Il est aussitôt enrôlé et envoyé en Allemagne au camp d'entraînement  de Heuberg-Stetten, près de Stuttgart. Là, il soutient moralement ses compagnons, toujours prêt à leur venir en aide malgré la faim et les mauvais traitements. Le Dr Luciano Ciartezzi, l'un de ses compagnons, témoignera plus tard : "Son attitude vers le prochain m'a confirmé que les saints existent encore de nos jours."
C'est à cette époque que mûrit en Giuseppe Ambrosoli sa vocation missionnaire. Il est de retour en Italie en décembre 1944 et envoyé à Collecchio, près de Parme, puis à Berceto.

### Médecin
la guerre terminée, il réussit à reprendre ses études de médecine à partir de novembre 1946. Il est diplômé le 28 juillet 1949. Ensuite, afin d'être mieux préparé à la vie missionnaire, il part étudier la médecine tropicale à l'école d'hygiène et de médecine tropicale de Londres. À son retour, il entre en octobre 1951 à la congrégation des missionnaires comboniens du Sacré-Cœur qu'il choisit car elle envoie rapidement ses jeunes membres en mission. Il est novice à Gozzano, émet ses premiers vœux deux ans plus tard. Puis, après des études de théologie accomplies à Venegono, il est ordonné prêtre le 17 décembre 1955 par Mgr Giovanni Battista Montini (archevêque de Milan et futur pape Paul VI).

### Missionnaire
Il part pour l'Ouganda le 1er février 1956, destiné au diocèse de Gulu, dans la province du Nord. Il est après une brève période d'adaptation envoyé à Kalongo, pour s'occuper d'un petit dispensaire. Le P. Ambrosoli se retrousse les manches pour en faire un véritable hôpital, tout en complétant ses études de théologie au séminaire de Lacor, et en s'attelant à l'apprentissage de la langue acioli, parlée localement.
L'hôpital parvient en un temps assez court à héberger 350 lits et à devenir un hôpital de référence pour la région. Le P. Ambrosoli se dévoue en particulier à la chirurgie et à l'obstétrique. Il profite de ses brefs retours en vacances en Italie pour se perfectionner d'un point de vue professionnel. 
En 1959, selon l'idée du fondateur Daniel Comboni de sauver l'Afrique par l'Afrique, il fonde une école d'obstétrique et d'infirmières avec l'aide des sœurs comboniennes. En 1972, il associe à l'hôpital les lépreux d'Alito et de Morulem.
En 1963, la fondation Carlo Erba lui décerne le prix Missione del Medico.
En 1985, l’ordre des médecins de Milan lui remet le prix Pozzi Samuel Una vita per la medicina. Le P. Ambrosoli accepte ses prix avec réticence, affirmant qu'il ne les méritait pas.

### Dernières années
Lorsque le sanguinaire Idi Amin Dada accède au pouvoir, les persécutions et les assassinats de masse débutent. Les activités du P. Ambrosoli sont surveillées et freinées. L'hôpital de Kalongo redouble pourtant d'efforts pour soigner les blessés de la guerre ougando-tanzanienne, de toutes les parties.
La longue période d'instabilité qui suit la guerre culmine pour lui le 13 février 1987 avec l'évacuation forcée de l'hôpital de Kalongo. Les troupes gouvernementales, de peur que les rebelles ne s'en emparent, contraignent le P. Ambrosoli à le fermer et à transférer les patients à Lira dans des conditions effroyables. Ensuite l'armée ougandaise met le feu à l'hôpital. Le P. Ambrosoli parvient à sauver ses malades, mais déjà de santé fragile, le P. Ambrosoli est frappé des complications de son insuffisance rénale. Il en meurt le 27 mars 1987. 

## Vénération

### Béatification

#### Enquête sur les vertus
La cause pour la béatification et la canonisation de Giuseppe Ambrosoli débute le 22 août 1999 à Kalongo. L'enquête diocésaine récoltant les témoignages sur sa vie se clôture le 4 juin 2004, puis envoyée à Rome pour y être étudiée par la Congrégation pour les causes des saints. 
Après le rapport positif des différentes commissions sur la sainteté de Giuseppe Ambrosoli, le pape François procède, le 16 décembre 2015, à la reconnaissance de ses vertus héroïques, lui attribuant ainsi le titre de vénérable.

#### Reconnaissance d'un miracle
En 2009 avait également débutée  l'enquête médicale sur une guérison dite miraculeuse, attribuée à l'intercession de Giuseppe Ambrosoli. Il s'agit d'une jeune ougandaise, atteinte d'une septicémie, en phase terminale. L'aumônier de l'hôpital plaça une image de Giuseppe Ambrosoli sur son lit et le pria d'obtenir la guérison de la jeune femme. Le lendemain, elle était soudainement et totalement guérie.
À la suite des rapports médicaux concluant à l'absence d'explication scientifique, le 28 novembre 2019, le pape François reconnaît comme authentique ce miracle attribué à l'intercession de Giuseppe Ambrosoli, et signe le décret permettant sa béatification. Il est solennellement proclamé bienheureux le 20 novembre 2022, au cours d'une messe célébrée à Kalongo.

## Source
- (it) Cet article est partiellement ou en totalité issu de l’article de Wikipédia en italien intitulé « Giuseppe Ambrosoli » (voir la liste des auteurs).